# 八紅産業
八紅産業株式会社（はちべにさんぎよう）は、医薬品・医療機器・一般用医薬品の卸売を中心とする日本の企業であった。現在はアルフレッサグループの一社「ティーエスアルフレッサ」である。医薬品の卸売手。地盤は広島県である。

## 概要
- 本社は広島県広島市三川町51
- 海軍の薬剤関連業務に携わり、呉海軍病院勤務の8人が旧海軍衛生部の識別章が「紅」だったことにより「八紅産業」と社名にする。
- 創業当時は、自動車および工具の販売も行っていた。

## 沿革
- 1947年4月資本金19,500円で広島県広島市三川町に「八紅産業株式会社」を設立
  - 代表取締役社長・山本直武
- 1948年「国立大竹病院」「国立岩国病院」「国立療養所賀茂病院」等の取り引き開始
- 1948年4月「八紅堂薬局」（小売部）を開設
- 1948年9月29日資本金60万円に増資
- 1949年12月15日資本金150万円に増資
- 1950年2月17日初代社長・山本直武死去
- *2月26日2代目社長・高橋大作就任　代表取締役専務・石井正義
- 1952年7月広島県呉市（呉市元町65）に「呉営業所」を設置
- 1954年10月資本金250万円に増資
- 1959年10月山口県岩国市（岩国市今津町3-1134）に「岩国出張所」を設置
- 1960年3月売上高3億円突破
- 1961年10月広島県尾道市の尾道薬品協同組合株式会社（尾道市十四日町514）を合併し「尾道営業所」として発足
- 1962年3月売上高6億円突破
- 1963年10月資本金750万円に増資
- 1963年3月売上高7億円突破
- 1963年6月「宇部出張所」（山口県宇部市西区浜松町1丁目）に開設（主として医療用器具の販売拠点とする）
- 1964年12月25日広島県広島市の「富士薬品」を合併契約締結
- 1965年1月13日資本金2,000万円に増資
- 1965年3月「八紅堂薬局」（小売部）廃止
- 1965年3月売上高10億円突破
- 1965年4月5日「富士薬品」と合併し「成和産業株式会社」に商号変更し本社を広島市流川町7-4に移転
  - 「成和産業」代表取締役社長・高橋大作　代表取締役会長・浦田盛　代表取締役副社長・山吉雙一
  - 広島本社・福山営業所・呉営業所・尾道営業所・岩国出張所・宇部出張所の6拠点で新会社発足

## 営業所
- 広島県:広島市・尾道市・呉市
- 山口県:岩国市

## 主な取引メーカー
- 三共（現在・第一三共）
- 中外製薬
- 台糖ファイザー（現在・ファイザー）
- ロート製薬
- サロンパス本舗（現在・久光製薬）
- ノーシン本舗（現在・アラクス）
- エーザイ
- 小野薬品工業